# مركز تدريب يوفنتوس (فينوفو)
مركز تدريب يوفنتوس (المعروف بالعامية باسم «فينوفو») هي منشأة تدريب لكرة القدم يملكها نادي يوفنتوس الإيطالي، وتقع في مدينة فينوفو على بعد 14 كيلومترًا جنوب غرب مدينة تورينو. صممت من قبل GAU وShesa، تتميز أرض التدريب بمرافق حديثة وتم افتتاحها في أغسطس 2006. تبلغ مساحة المنشأة ما مجموعه 162،900 متر مربع وتكلفتها في الأصل 12.5 مليون يورو.
حتى عام 2018، تم استخدامه كميدان تدريب لفريق يوفنتوس للرجال حتى إنشاء مركز التدريب الجديد؛ يتم استخدامه الآن حصريًا للمباريات والتدريب لفئة الشباب في يوفنتوس (فعليًا منذ 2017)، وفريق السيدات.

## المرافق
يشمل مجال التدريب:
أحد عشر ملعبًا عاديًا (تسعة في العشب الطبيعي واثنان في العشب الصناعي)، منها:
واحد من الحجم الصغير
واحد بغطاء ضغط متحرك، يستخدم في حالة البرد والطقس السيئ
«كامبو ألي وريكي» (المكرس لذكرى أليسيو فيراموسكا وريكاردو نيري، شباب البيانكونيري الشباب الذين غرقوا في بركة المنشأة)، مع مدرج بسعة 400 مقعد، مخصص لربات البيوت لمباريات نساء يوفنتوس وجميع فئات الشباب ليوفنتوس
حوض سباحة يسمح بالسباحة بالتيار المعاكس والتدليك المائي
مركز العلاج الطبيعي
صالة رياضية للتدفئة وبناء العضلات
تنس كرة القدم
سبع غرف خلع الملابس للرياضات التنافسية (واحدة لسيدات يوفنتوس وستة لفرق الشباب)
مستودعين.
يضم المركز الإعلامي:
فندق تبلغ مساحته 350 مترًا مربعًا
مركز للطب الرياضي
غرفة للاجتماعات الفنية
استوديوهات تلفزيون يوفنتوس
غرفة الصحافة، التي يمكن أن تستوعب ما يصل إلى 30 صحفيًا، لعقد المؤتمرات الصحفية